# João Fonseca
João Fonseca é um ator e encenador brasileiro. Desenvolve um papel importante no aquecimento da cultura de musicais no Rio de Janeiro, especialmente no formato autoral e biográfico. Assinou a direção de grandes produções sobre grandes ícones da música brasileira como Tim Maia, Cazuza, Cássia Eller e Rock in Rio - O Musical, além dos internacionais vindos da Broadway como Godspell, Company e os multipremiados de “Os Últimos 5 Anos", do original "The Last 5 Years" e “Bonnie & Clyde - O Casal Mais Procurado da Broadway”. 
Em 2024 dirigiu a 1ª Biografia Musical Oficial sobre Elvis Presley do Brasil: “O Rei Do Rock - O Musical” protagonizada por Beto Sargentelli e antagonizada por Stepan Nercessian. Fora do teatro, ele dirige as séries Vai que Cola e A Vila.

## Biografia
Iniciou seus estudos no Centro de Pesquisas Teatrais de Antunes Filho, tendo trabalhado com diversos diretores, entre eles: Felipe Hirsch, Gabriel Villela, Jorge Takla, Paulo Autran, Paulo de Moraes e Antonio Abujamra. Com Abujamra, iniciou sua carreira de diretor co-dirigindo diversos trabalhos para a companhia Os Fodidos Privilegiados, tais como: “ O Casamento ”, de Nelson Rodrigues, e “ Auto da Compadecida", de Ariano Suassuna. Seus últimos trabalhos incluem os musicais "Gota d’Água" e "Opereta Carioca" e a comédia "Minha Mãe é uma Peça". Atualmente é diretor artístico da companhia Os Fodidos Privilegiados. 

## Teatro Musical
- 2018/2019 - " Os Últimos 5 Anos".[1]
- 2018 - A Vida Não É um Musical[8]
- 2015 - O Beijo no Asfalto [9]
- 2015 - Bilac Vê Estrelas[10]
- 2015 - Godspell [11]
- 2014 - O Grande Circo Místico [12]
- 2014 - Cássia Eller
- 2013 - Cazuza
- 2012 - Rock in Rio - O Musical
- 2010 - Tim Maia

## Teatro

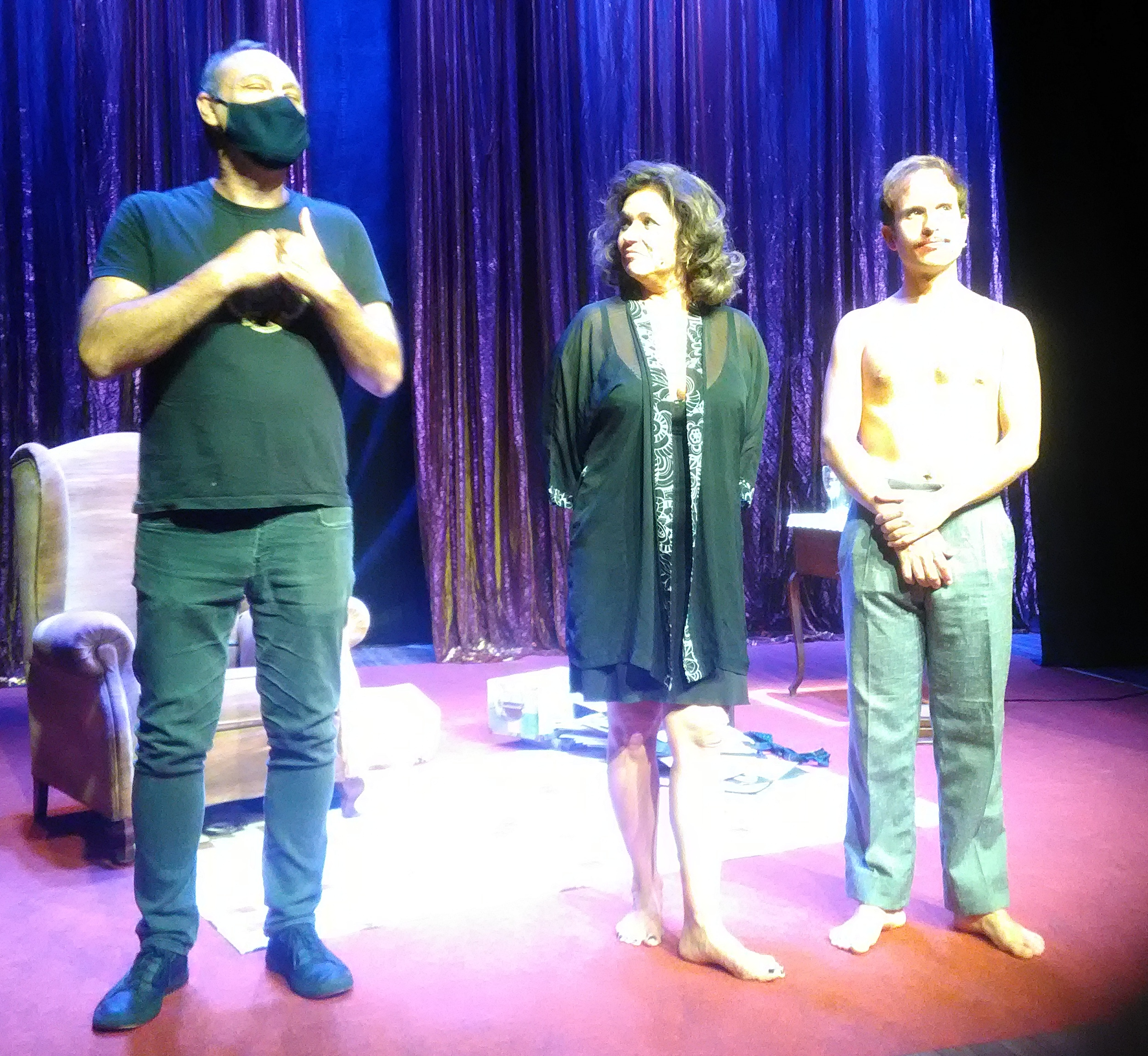
Fonseca em palco ao lado dos atores Stella Maria Rodrigues e André Celant após apresentarem o espetáculo ALZIRA POWER em Angra dos Reis (2020)

- 1997 - O Casamento, de Nelson Rodrigues
- 1998 - A Resístivel Ascensão de Arturo Ui, de Bertolt Brecht
- 1998 - Auto da Compadecida, de Ariano Suassuna
- 1999 - Tudo no Timing, de David Ives
- 2001 - Tímon de Atenas, de William Shakespeare
- 2001 - Troilo e Cressida, de William Shakespeare
- 2002 - A Fonte dos Santos, de J.M. Synge
- 2003 - O Casamento do Pequeno Burgues, de Bertolt Brecht
- 2003 - As Bruxas de Salem, de Arthur Miller
- 2004 - Édipo Unplugged, de Sófocles
- 2004 - O Carioca, de Artur Azevedo
- 2005 - O Jogo, de Mariela Romero
- 2005 - Esses Anos Estúpidos e Perigosos, de George F. Walker
- 2005 - Brasil Oito Visões, de Roberto Alvim e Fabio Porchat
- 2006 - A Ratoeira, de Agatha Christie
- 2006 - Minha Mãe É uma Peça, de Paulo Gustavo
- 2006 - Escravas do Amor, de Nelson Rodrigues
- 2007 - Gota d’Água, de Chico Buarque e Paulo Pontes
- 2007 - Pão com Mortadela, adaptação da obra de Charles Bukowski
- 2008 - Opereta Carioca, de Gustavo Gasparani
- 2008 - O Santo e a Porca, de Ariano Suassuna
- 2008 - A Falecida, de Nelson Rodrigues
- 2008 - Um Certo Van Gogh, de Daniela Pereira de Carvalho
- 2009 - Oui Oui, a França é Aqui!, de Gustavo Gasparani e Eduardo Rieche
- 2009 - Advocacia Segundo os Irmãos Marx, de Bernardo Jablonsky
- 2010 - Era no Tempo do Rei, de Heloisa Seixas e Julia Romeu
- 2010 - Velha É a Mãe, de Fabio Porchat
- 2011 - R&J de Shakespeare [13]
- 2012 - O Gato Branco
- 2014 - Cachorro Quente
- 2015 - Electra
- 2017 - Pressa

## Prêmios
Prêmio Shell de Melhor Diretor de 1997 por “O Casamento“, de Nelson Rodrigues. O espetáculo recebeu também o prêmio de Melhor Figurino e foi indicado pra Melhor Atriz;

Prêmio IBEU de Melhor Diretor de 1999 por “Tudo No Timing“. O espetáculo foi indicado também nas categorias, Ator, Atriz, e Produção;

Indicado outras sete vezes ao Prêmio Shell de Melhor Diretor pelos espetáculos: "Tudo no Timing", "O Casamento do Pequeno Burguês", "Édipo Unplugged", "Escravas do Amor", "Pão com Mortadela", "A Falecida" e "Oui Oui, A França É Aqui".

Indicado ao Prêmio Eletrobras de Melhor Diretor por "Escravas do Amor".

Indicado ao Prêmio Contigo de Teatro e ao Prêmio APTR como Melhor Diretor por "Gota d’Água".

Indicado ao Prêmio Qualidade Brasil de Melhor Diretor pelas peças "O Casamento do Pequeno Burguês" (2003) e "Gota d’Água. (2008)